# Siedenstein
Siedenstein ist ein Ortsteil der Kreisstadt Olpe im Sauerland mit 26 Einwohnern.
Der Ort befindet sich nordöstlich von Olpe.